# Karl Sigmund Mayr
Karl Sigmund Mayr (* 3. Mai 1906 in Nürnberg; † 19. Juli 1978 in Fürth) war ein deutscher Volkswirt und Politiker (CSU).

## Leben und Beruf
Nach dem Abitur nahm Karl Sigmund Mayr ein Studium der Volkswirtschaft auf, das er 1929 mit der Prüfung zum Diplom-Volkswirt und mit der Promotion beendete. Er arbeitete zunächst als Steuerberater und war seit 1932 als Bücherrevisor und Wirtschaftstreuhänder in Nürnberg tätig. Von 1939 bis 1945 nahm er als Soldat am Zweiten Weltkrieg teil. Zuletzt geriet er in Gefangenschaft, aus der er 1946 entlassen wurde.

## Partei
Mayr zählte 1946 zu den Mitbegründern der CSU in Fürth und war von 1946 bis 1952 Vorsitzender des CSU-Bezirksverbandes Mittelfranken. Von 1946 bis 1953 sowie von 1955 bis 1957 war er Mitglied des CSU-Landesvorstandes. Er amtierte von 1950 bis 1953 als stellvertretender Vorsitzender der Partei und war von 1955 bis 1957 Zweiter Landesschatzmeister der Christsozialen.

## Abgeordneter
Mayr war von Juli bis November 1946 Mitglied der Verfassunggebenden Landesversammlung von Bayern. 1948/1949 gehörte er dem Parlamentarischen Rat an. Dort stimmte er zusammen mit Kaspar Gottfried Schlör als einziger CSU-Delegierter für die Annahme des Grundgesetzes. Mayr war als Delegierter des Bayerischen Landtags Mitglied der ersten Bundesversammlung, die 1949 Theodor Heuss zum ersten deutschen Bundespräsidenten wählte.